# Championnats du monde d'aquathlon 2017
Navigation
Édition précédente Édition suivante
Les championnats du monde d'aquathlon 2017, vingtième édition des championnats du monde d'aquathlon, ont lieu le 25 août 2017 à Penticton, au Canada. Organisés par la Fédération internationale de triathlon (ITU) dans le cadre du Multisport World Championship Festival qui réunit plusieurs championnats mondiaux de sports gérés par l'ITU.

## Résultats

### Élite
Distances parcourues
| Distances course (kilomètres) | Distances course (kilomètres) | Distances course (kilomètres) |
| Course à pied                 | Natation                      | Course à pied                 |
| ----------------------------- | ----------------------------- | ----------------------------- |
| 2,5                           | 1                             | 2,5                           |

| Rang               | Athlète                | Pays | Temps       |
| ------------------ | ---------------------- | ---- | ----------- |
| Médaille d'or      | Matthew Sharpe         |      | 29 min 55 s |
| Médaille d'argent  | John Rasmussen         |      | 30 min 9 s  |
| Médaille de bronze | Aiden Longcroft-Harris |      | 30 min 11 s |

| Rang               | Athlète          | Pays | Temps       |
| ------------------ | ---------------- | ---- | ----------- |
| Médaille d'or      | Emma Pallant     |      | 34 min 30 s |
| Médaille d'argent  | Delia Sclabas    |      | 34 min 35 s |
| Médaille de bronze | Jacqueline Slack |      | 35 min 28 s |